# Гордість і упередження (телесеріал, 1952)
«Гордість і упередження» (англ. Pride and Prejudice) — телевізійна екранізація твору «Гордість і упередження» англійської письменниці Джейн Остін телеканалом BBC у 1952 році.

## Сюжет
Актори Дафна Слейтер і Пітер Кашинг виконують ролі Елізабет Беннет і Фіцвільяма Дарсі. У маєток Незерфілд-парк в'їжджають молодий заможний аристократ містер Чарльз Бінглі з сестрою. Цьому несказанно рада місіс Беннет, у якої п'ять дочок на виданні. Жінка звертається до чоловіка, містера Беннета, з проханням відвідати заможного джентльмена і познайомитися з ним. Однак, глава сімейства, знаючи характер дружини, продумав все заздалегідь і вже вшанував візитом новоявленого сусіда.
Перша зустріч двох сімей відбувається на балу. Бінглі з'являється у супроводі найкращого друга, містера Дарсі. При бесіді з Чарльзом, Фіцвільям погано відгукується про манери та поведінку Беннетів і про Ліззі (другу доньку) зокрема. Сама дівчина і її найкраща подруга Шарлотта Лукас ненавмисно чують розмову друзів. Елізабет огидне марнославство Дарсі, в той час як Бінглі зачарований Джейн,  найстаршою дочкою Беннетів.
Після періодичних зустрічей і перебування в одній компанії, погляди містера Дарсі на Елізу змінюються, він починає тягнутися до дівчини. Чого не скажеш про Ліззі, якій спочатку неприємний чванливий, зарозумілий і гордий молодий чоловік. Фіцвільям робить пропозицію Елізабет, але та відмовляє йому.
З часом дівчина усвідомлює-таки свою симпатію до містера Дарсі, але впевнена, що другого шансу у неї не буде…

## У ролях
- Пітер Кашинг — Фіцвільям Дарсі
- Дафна Слейтер — Елізабет Беннет
- Гарріетт Джонс — Керолайн Бінглі
- Девід Маркем — Чарльз Бінглі
- Енн Баскетт — Джейн Беннет
- Річард Джонсон — Джордж Вікхем
- Прунелла Скейлс — Лідія Беннет
- Мілтон Росмер — містер Беннет
- Джилліан Лінд — місіс Беннет
- Гелен Гейі — Леді Кетрін де Бург
- Локвуд Вест — Вільям Коллінз
- Урсула Генрей — Шарлотта Лукас
- Грем Стюарт — містер Гардінер